# Conjunto monumental de Belén
La Conjunto Monumental de Belén se encuentra en el Centro Histórico de Cajamarca.
El complejo está conformado por el hospital de varones, con su iglesia de Belén y el hospital de mujeres.
La construcción data del siglo XVIII.

## Iglesia Belén
Esta ubica en el jirón y complejo monumental que le da el mismo nombre.
Su construcción se caracteriza por ser construida sobre la base de tres cuerpos y usando piedra. El encargado de financiar fue el corregidor Francisco de Espinoza. La obra culminó en 1774.

## Galería

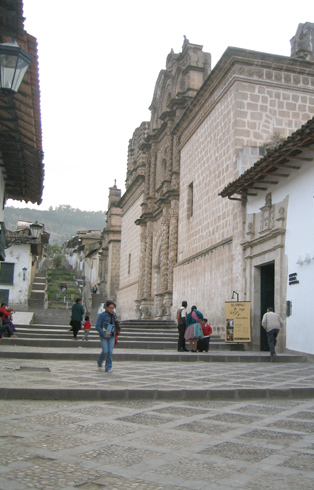
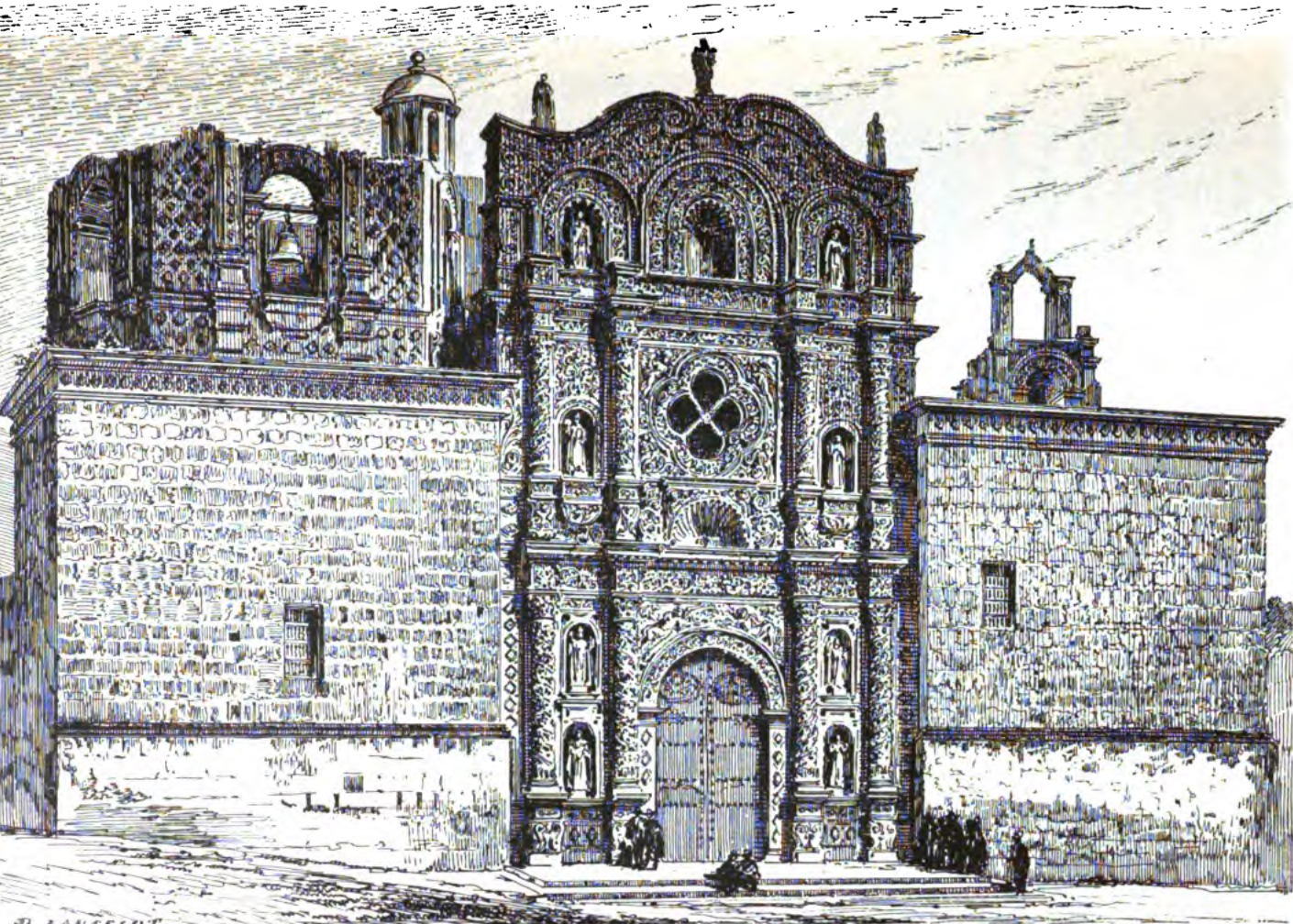
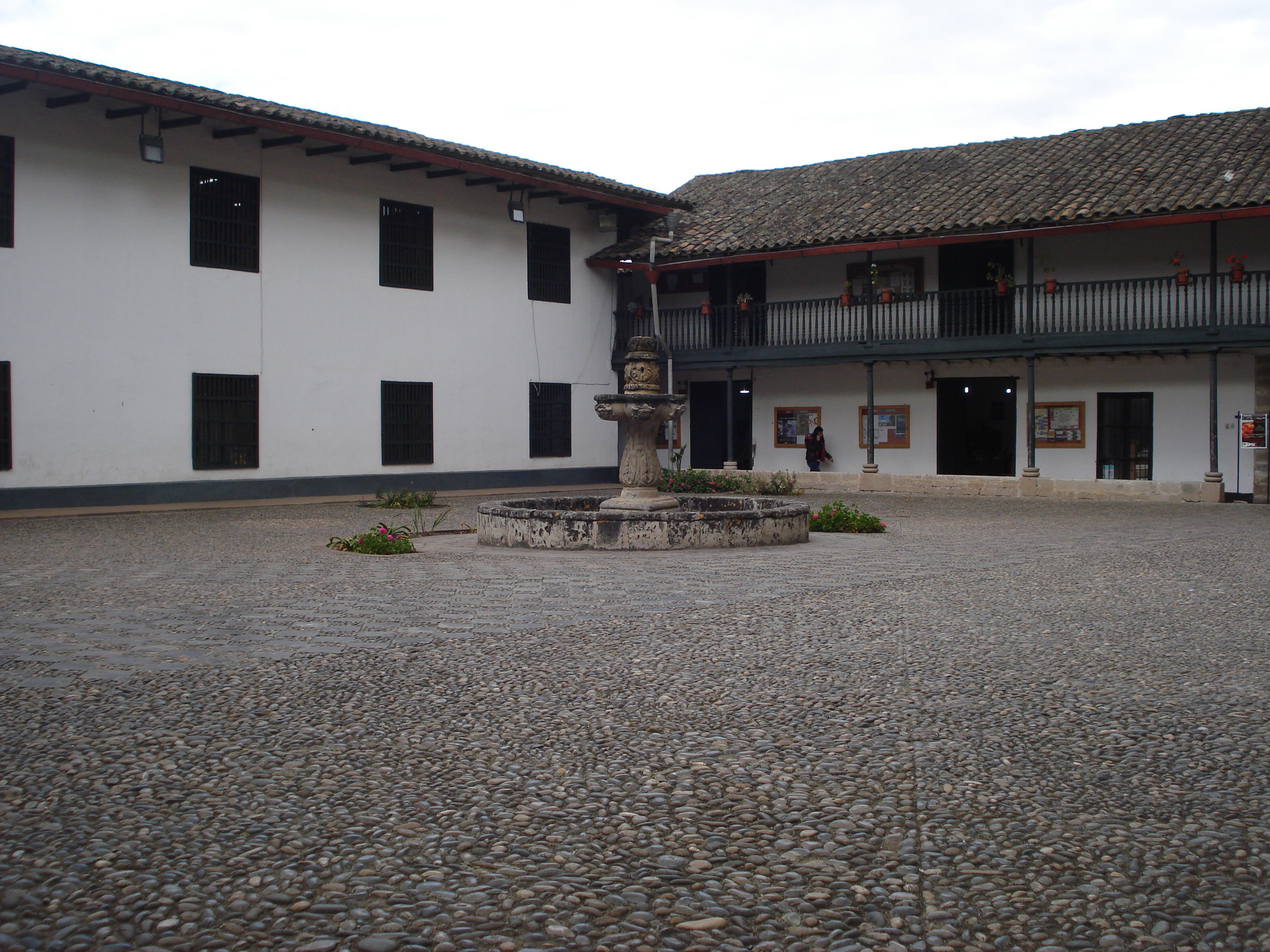